# Pseudochactidae
Pseudochactidae (лат.) — семейство скорпионов из надсемейства Pseudochactoidea. Включает 6 видов. Центральная и Юго-Восточная Азия.

## Описание
Pseudochactidae можно отличить от всех других семейств скорпионов по следующему сочетанию признаков: панцирь с отчетливыми окологлазными швами; педипальпы с трихоботриальным рисунком типа D; телотарсусы ног I—IV с парой вентросубмедианных рядов шипиков; пятиугольная грудина; пластинчатый гемисперматофор; метасомальный сегмент V с полными вентросубмедианными килями. Pseudochactidae можно отделить от Buthidae и Chaerilidae по отсутствию базальных зубов на дорсальном крае хелицерального подвижного пальца (у Pseudochactidae), в то время как у Chaerilidae и Buthidae присутствуют один или два базальных зуба соответственно.
Обитают в полусаваннах и в пещерах.

## Систематика
6 видов и 4 рода. Это семейство было выделено как монотипичное, состоящее из одного рода с одним видом из Средней Азии (Таджикистан, Узбекистан). Позднее были описаны ещё несколько видов из Центральной и Юго-Восточной Азии (Вьетнам, Лаос). Возможно, это семейство родственно семействам Buthidae и/или Chaerilidae. Четыре таксона, описанные в 2012, 2017 и 2018 годах после их ревизии в 2021 году были сведены в синонимы.
- Aemngvantom Lourenco et al., 2021
  - Aemngvantom lao  (Lourenço, 2012)
    - = Vietbocap lao Lourenco, 2012 — Лаос (Khammouane, Ban Naden: Tham Nam Lot cave)[4]

  - Aemngvantom thamnongpaseuam Lourenco et al., 2021 — Лаос
- Pseudochactas Gromov, 1998
  - Pseudochactas mischi Soleglad et al., 2012 — Афганистан[5]
  - Pseudochactas ovchinnikovi Gromov, 1998 — Средняя Азия[6]
- Troglokhammouanus Lourenço, 2007
  - Troglokhammouanus steineri Lourenço, 2007 — Лаос, пещера Tham Xe Bangfai[7][8]
    - =Troglokhammouanus louisanneorum Lourenço, 2017
- Vietbocap Lourenço & Pham, 2010
  - Vietbocap canhi Lourenço & Pham, 2010 — Вьетнам, пещера Тхиендыонг (Thien Duong Cave; национальный парк Фонгня-Кебанг; провинция Куангбинь)
    - = Vietbocap aurantiacus Lourenco, Pham, Tran & Tran, 2018[3]
    - = Vietbocap quinquemilia Lourenco, Pham, Tran & Tran, 2018 
    - = Vietbocap thienduongensis Lourenço & Pham, 2012[9]